# Зимова Універсіада 2013
XXVI Всесвітня Зимова Універсіада 2013 (італ. XXVI Universiade invernale) — всесвітні студентсько-молодіжні спортивні змагання, які пройшли в італійській провінції Трентіно з 11 по 21 грудня 2013 року.

## Вибір міста проведення
31 травня 2008 року за підсумками виборів місця проведення XXVI зимової Універсіади, що проводяться Міжнародною федерацією університетського спорту (FISU) місцем проведення було обрано Марибор.
16 березня 2012 року проведення Універсіади було перенесено в італійську провінцію Трентіно.

## Ігри

### Види спорту
Цифри в дужках вказують кількість змагань, у яких розігруються медал. Фристайл та ковзанярський спорт на Універсіадах будуть представлені вперше.
| - Біатлон (9) () - Гірськолижний спорт (10) () - Керлінг (2) () - Ковзанярський спорт (12) () | - Лижне двоборство (3) () - Лижні перегони (11) () - Сноубординг (8) () - Стрибки з трампліна (5) () | - Фігурне катання (5) () - Фристайл (4) () - Хокей (2) () - Шорт-трек (8) () |

### Календар змагань
Розклад змагань на Зимовій Універсіаді 2013:
| ЦВ | Церемонія відкриття | ● | Відбуркові змагання | 1 | Фінальні змагання | ПВ | Показові виступи | ЦЗ | Церемонія закриття |

| Грудень                           | 10 Вів | 11 Сер | 12 Чет | 13 П'ят | 14 Суб | 15 Нед | 16 Пон | 17 Вів | 18 Сер | 19 Чет | 20 П'ят | 21 Суб | Змагання |
| --------------------------------- | ------ | ------ | ------ | ------- | ------ | ------ | ------ | ------ | ------ | ------ | ------- | ------ | -------- |
| Церемонії                         |        | ЦВ     |        |         |        |        |        |        |        |        |         | ЦЗ     |          |
| Гірськолижний спорт               |        |        |        | 2       | 1      | 1      |        | 1      | 1      |        | 4       |        | 10       |
| Біатлон                           |        |        |        | 2       |        | 2      | 2      |        | 1      |        | 2       |        | 9        |
| Лижні перегони                    |        |        | 2      |         | 2      | 1      |        | 2      |        | 2      | 1       | 1      | 11       |
| Керлінг                           |        |        | ●      | ●       | ●      | ●      | ●      | ●      | ●      | ●      | 2       |        | 2        |
| Фігурне катання                   |        | ●      | 1      | 2       | 1      | 1/ПВ   |        |        |        |        |         |        | 5        |
| Фристайл                          |        |        |        |         |        | 2      |        |        | 2      |        |         |        | 4        |
| Хокей                             | ●      |        | ●      | ●       | ●      | ●      | ●      | ●      | ●      | ●      | 1       | 1      | 2        |
| Лижне двоборство                  |        |        |        | 1       |        |        | 1      |        | 1      |        |         |        | 3        |
| Ковзанярський спорт               |        |        |        | 2       | 2      | 2      |        | 2      | 2      | 2      |         |        | 12       |
| Шорт-трек                         |        |        |        |         |        |        |        |        | 2      | 2      | 4       |        | 8        |
| Стрибки з трампліна               |        |        |        |         | 2      |        |        | 1      | 1      |        | 1       |        | 5        |
| Сноубординг                       |        | ●      | 2      |         | 2      |        | ●      | 2      |        |        | ●       | 2      | 8        |
| Комплекти нагород                 |        |        | 5      | 9       | 10     | 9      | 3      | 8      | 10     | 6      | 15      | 4      | 79       |
| Сумарна кількість золотих медалей |        |        | 5      | 14      | 24     | 33     | 36     | 44     | 54     | 60     | 75      | 79     |          |
| Грудень                           | 10 Вів | 11 Сер | 12 Чет | 13 П'ят | 14 Суб | 15 Нед | 16 Пон | 17 Вів | 18 Сер | 19 Чет | 20 П'ят | 21 Суб | Змагання |

## Місця проведення
- Базельга-ді-Піне — ковзанярський спорт, керлінг
- Валь-ді-Фасса — хокей із шайбою, гірськолижний спорт
- Валь-ді-Фіємме — хокей із шайбою, лижне двоборство, стрибки на лижах з трампліна, біатлон, лижні перегони
- Монте-Бондоне — фрістайл, сноуборд
- Перджине-Вальсугана — хокей із шайбою
- Тренто — фігурне катання, шорт-трек